# Disney Channel Playlist
 (octobre 2023).
 (octobre 2023).
Si vous disposez d'ouvrages ou d'articles de référence ou si vous connaissez des sites web de qualité traitant du thème abordé ici, merci de compléter l'article en donnant les références utiles à sa vérifiabilité et en les liant à la section « Notes et références ».
La Disney Channel Playlist est une compilation regroupant toutes les chansons utilisées dans les séries ou les films de Disney Channel comme Jonas L. A., Princess Protection Program, Les Sorciers de Waverly Place ou Hannah Montana, pour ne citer qu'eux.
Ces chansons sont pour la plupart interprétées par Demi Lovato, les Jonas Brothers, Selena Gomez et Miley Cyrus, les acteurs/chanteurs les plus célèbres de Disney Channel qui ont participé à beaucoup de projets de la chaîne.
| Numéro de Piste | Titre                                                                              | Durée |
| --------------- | ---------------------------------------------------------------------------------- | ----- |
| 1               | "One and the Same" par Selena Gomez et Demi Lovato (Princess Protection Program)   | 3:01  |
| 2               | "Live to Party" par les Jonas Brothers (Jonas L. A.)                               | 2:51  |
| 3               | "So Far So Great" par Demi Lovato (Sonny)                                          | 2:14  |
| 4               | "Let It Go" par Mitchel Musso et Tiffany Thornton (Un costume pour deux)           | 2:36  |
| 5               | "Hero in Me" par Emily Osment (S.O.S Daddy)                                        | 2:20  |
| 6               | "Let's Get Crazy" par Miley Cyrus (Hannah Montana)                                 | 2:35  |
| 7               | "Gitchee Gitchee Goo" par Phineas and the Ferbtones (Phinéas et Ferb)              | 1:59  |
| 8               | "The Girl Can't Help It" par Mitchel Musso (Princess Protection Program)           | 3:22  |
| 9               | "Everything Is Not What It Seems" par Selena Gomez (Les Sorciers de Waverly Place) | 0:50  |
| 10              | "This Is Me" par Demi Lovato et Joe Jonas (Camp Rock)                              | 3:07  |
| 11              | "Breaking Free" par Zac Efron et Vanessa Hudgens (High School Musical)             | 3:26  |
| 12              | "Fabulous" par Lucas Grabeel et Ashley Tisdale (High School Musical 2)             | 3:01  |
| 13              | "Run It Back Again" par Corbin Bleu (Minutemen)                                    | 2:51  |
| 14              | "Start the Party" (Remix) par Jordan Francis (Camp Rock)                           | 2:46  |